# Eueides vibilia
Espèce
Eueides vibilia est une espèce de lépidoptères appartenant à la famille des Nymphalidae, à la sous-famille des Heliconiinae et au genre Eueides.

## Taxonomie
Eueides vibilia a été décrit par Jean-Baptiste Godart en 1819 sous le nom de Cethosia vibilia.
Synonymes : Colaenis vibilia ; Hübner, 1824.

### Sous-espèces
- Eueides vibilia vibilia; au Brésil.
- Eueides vibilia louisi; Brévignon, 2006; en Guyane.
- Eueides vibilia mereaui (Hübner, 1823)
- Eueides vibilia unifasciatus Butler, 1873 ; en Équateur et au Brésil.
- Eueides vibilia vialis Stichel, 1903 ; au Mexique, au Guatemala, au Costa Rica et à Panama.
- Eueides vibilia vicinalis Stichel, 1903 ; en Équateur.
- Eueides vibilia  ssp en Colombie[1].

### Noms vernaculaires
Eueides vibilia se nomme Vibilia Longwing en anglais.

## Description
C 'est un grand papillon d'une envergure d'environ 60 mm, au dessus orange très largement bordé de marron. Aux antérieures il ne reste qu'une flaque orange et la large bordure marron des postérieures se prolonge de marron le long des veines.
Le revers est semblable en plus terne

### Chenille
Elle est jaune avec des points noirs, des scolis noirs et une tête noire.

## Biologie
L'imago passe la majorité de son temps dans la canopée.

### Plantes hôtes
Ses plantes hôtes sont des Passifloraceae, Mitostemma et Passiflora dont Passiflora pittieri.

## Écologie et distribution
Il réside du sud du Mexique au Brésil. Il est présent au Mexique, au Guatemala, au Costa Rica, à Panama,  en Colombie,  en Équateur,  au Brésil et en Guyane.

### Biotope
Son habitat est la forêt jusqu'à 800 mètres d'altitude.